# 4806 Міхо
4806 Міхо (4806 Miho) — астероїд головного поясу, відкритий 22 грудня 1990 року.
Тіссеранів параметр щодо Юпітера — 3,631.